# Nélson Alexandre Gomes Pereira
Nélson Alexandre Gomes Pereira (* 20. Oktober 1975 in Torres Vedras), besser bekannt als Nélson, ist ein ehemaliger portugiesischer Fußballtorhüter.

## Leben
Nélson begann mit dem Fußballspielen in seiner Heimatstadt bei União Torreense. 1997 ging er zu Sporting Lissabon. 2003 war er nach der Verpflichtung von Ricardo nur noch Ersatzmann. Nachdem sein Vertrag im Sommer 2006 ausgelaufen war, war er zunächst arbeitslos, wurde dann aber im Oktober von Vitória Setúbal verpflichtet.
Nélson gehörte der portugiesischen Nationalmannschaft an, hatte aber mit Ricardo Pereira und Vítor Baía übermächtige Konkurrenz. Er stand bei der Weltmeisterschaft 2002 im Kader der Auswahl, kam als dritter Torhüter allerdings nicht zum Einsatz.

## Erfolge
- Portugiesischer Meister: 2000, 2002
- Portugiesischer Pokalsieger: 2002
- Portugiesischer Supercup: 2000, 2002

| Personendaten    | Personendaten                   |
| ---------------- | ------------------------------- |
| NAME             | Pereira, Nélson Alexandre Gomes |
| KURZBESCHREIBUNG | portugiesischer Fußballtorhüter |
| GEBURTSDATUM     | 20. Oktober 1975                |
| GEBURTSORT       | Torres Vedras                   |